# Kent (Washington)
Kent az Amerikai Egyesült Államok északnyugati részén, Washington állam King megyéjében elhelyezkedő város. A 2010. évi népszámlálási adatok alapján 98 411 lakosa van.

## Történet
Az első európai az 1853 tavaszán hajón érkező Samuel Russell, aki a mai Kenttől délkeletre telepedett le. Az először White Rivernek nevezett települést később James Henry Titus telepesről Titusville-nek hívták (a Gowe utcán ma is látható a „Titusville Station” felirat). 1861-ben David és Irena Neely farmján megnyílt Whte River postahivatala. A farmot 1855-ben a seattle-i csata során az indiánok megtámadták. 1870-ben a népesség 277 fő volt; ekkorra minden jobb elhelyezkedésű terület lakott volt.
A késő 1870-es években az elsődleges bevételi forrás a komlótermesztés volt. Az európaiak által behurcolt levéltetvek miatt az árak emelkedésnek indultak. Ezra Meeker javaslatára a település felvette Anglia legnagyobb komlótermő vidéke, Kent nevét (Meeker szerint a washingtoni Kent „a nyugat komlófővárosa” lesz). A levéltetvek miatt a termesztés 1891-ben véget ért.
Kent 1890. május 28-án kapott városi rangot.
A huszadik század elején a gazdaság a tejtermelésre állt át. A Zöld és Fehér folyók áradása folyamatosan problémákat okozott. Az 1906-os áradás átalakította a Fehér folyó medrét, így az árvízveszély a felére csökkent. A Zöld folyó továbbra is problémákat okozott; a megoldást a Howard A. Hanson gát 1962-es megnyitása jelentette.
A nagy gazdasági világválság alatt és után Kentet „a világ saláta-fővárosaként” ismerték. A második világháború után a település gyors növekedésnek indult: 1953 és 1960 között területe tizenkétszeresére nőtt. A Boeing üzemének építése 1965-ben kezdődött; később más repüléstechnológiai vállalatok is létesítettek gyárakat.
1992-ben megalakult a Nagy-Kent Történelmi Társaság. 1996-ban a város megvásárolta egykori polgármesterének lakóházát, ahol ma a történelmi társaság által üzemeltetett múzeum működik.

### Területnövelés
King megye elvárja, hogy a városi ranggal nem rendelkező területek vagy egy létező településbe olvadjanak, vagy új várossá alakuljanak. Panther Lake (hivatalosan Kent Északnyugati Lehetséges Annexációs Területe) lakói 2009. november 3-án szavazták meg a Kentbe olvadást; ez 2010. július 1-jén történt meg. A város területe 13 négyzetkilométerrel, lakosságszáma pedig huszonnégyezer fővel nőtt.

## Éghajlat
A város éghajlata mediterrán (a Köppen-skála szerint Csb).
| Hónap                         | Jan.  | Feb.  | Már.  | Ápr. | Máj. | Jún. | Júl. | Aug. | Szep. | Okt. | Nov.  | Dec.  | Év    |
| ----------------------------- | ----- | ----- | ----- | ---- | ---- | ---- | ---- | ---- | ----- | ---- | ----- | ----- | ----- |
| Rekord max. hőmérséklet (°C)  | 21,1  | 21,7  | 27,2  | 32,2 | 35,0 | 37,8 | 40,0 | 36,7 | 35,6  | 30,6 | 25,6  | 20,6  | 40,0  |
| Átlagos max. hőmérséklet (°C) | 8,9   | 10,6  | 13,3  | 16,1 | 19,4 | 22,2 | 25,6 | 25,6 | 22,2  | 16,1 | 11,1  | 7,8   | 16,6  |
| Átlagos min. hőmérséklet (°C) | 2,2   | 2,2   | 3,9   | 5,6  | 8,9  | 11,7 | 13,3 | 13,3 | 10,6  | 7,2  | 3,9   | 1,7   | 7,1   |
| Rekord min. hőmérséklet (°C)  | −23,3 | −20,6 | −12,2 | −5,0 | −5,6 | 1,1  | 1,1  | 1,1  | −7,2  | −7,2 | −18,3 | −18,0 | −23,3 |
| Átl. csapadékmennyiség (mm)   | 143   | 101   | 103   | 72   | 57   | 45   | 21   | 25   | 39    | 94   | 159   | 138   | 997   |
| Forrás: The Weather Channel   |       |       |       |      |      |      |      |      |       |      |       |       |       |

## Népesség
A 2010-es népszámláláskor a városnak 92 411 lakója, 34 044 háztartása és 21 816 családja volt. A népsűrűség 1057,2 fő/km2. A lakóegységek száma 36 424, sűrűségük 416,7 db/km2. A lakosok 55,5%-a fehér, 11,3%-a afroamerikai, 1%-a indián, 15,2%-a ázsiai, 1,9%-a a Csendes-óceáni szigetekről származik, 8,5%-a egyéb, 6,6%-a pedig kettő vagy több etnikumú. A spanyol vagy latino származásúak aránya 16,6% (   )
A háztartások 37%-ában élt 18 évnél fiatalabb. 43,6% házas, 14,3% egyedülálló nő, 6,1% egyedülálló férfi, 35,9% pedig nem család. 28,1% egyedül élt; 7,5%-uk 65 éves vagy idősebb. Egy háztartásban átlagosan 2,67 személy élt; a családok átlagmérete 3,31 fő.
A medián életkor 33 év volt. A város lakóinak 26,2%-a 18 évesnél fiatalabb, 10,1% 18 és 24 év közötti, 30,6%-uk 25 és 44 év közötti, 24,3%-uk 45 és 64 év közötti, 8,8%-uk pedig 65 éves vagy idősebb. A lakosok 49,9%-a férfi, 50,1%-a pedig nő.

## Gazdaság
A Boeing üzemét 1964-ben adták át. A megnyitón részt vett William McPherson Allen, a Boeing vezérigazgatója, Daniel J. Evans, Washington 16. kormányzója és Alex Thorton, a város polgármestere. A gyárbejáráson a nagyközönség is megtekinthette az Apollo-program során használt holdjárókat.
Kentben a kora huszadik század óta jelentős az acélipar.

## Közigazgatás
A négy évre választott képviselőtestület hét tagból áll. A városnak saját rendőrsége van.

## Oktatás
A városi iskolák többségének fenntartója a Kenti Tankerület, amely iGrad néven a 16–21 év közöttiek újbóli beiskolázását célzó programot folytat. Egyes oktatási intézményeket a Federal Way Public Schools, másokat pedig a Tahoma Tankerület üzemeltet.
A Green River Főiskola kenti kampusza 2007-ben nyílt meg.

## Közlekedés
A város közúton az I-5-ön, a WA-18-on, a WA-99-en, a WA-167-en és a WA-516-on közelíthető meg.
Kent állomáson a King County Metro buszaira, valamint a Sound Transit által működtetett Sounder helyiérdekű vasútra lehet felszállni. A településen át haladnak a BNSF és a Union Pacific Railroad tehervasúti vonalai.

## Sport
2003-ban a Sports Illustrated a települést Washington sportvárosának nevezte. A Kent Station bevásárlóközpont 2006 januárjában nyílt meg.
2012. október 19-e és 21-e között a ShoWare Centerben rendezték meg a műkorcsolya-bajnokságot. 2015 júliusában a város adott otthont a junior görkorcsolya-világbajnokságnak.
A Riverbend Golf Complex a város golfpályája. Egy hasonló létesítményt 2017-ben zártak be.

## Nevezetes személyek és csoportok
- Abdulameer Yousef Habeeb, kalligráfus[46]
- Al Hairston, kosárlabdázó[47]
- Alameda Ta’amu, amerikaifutball-játékos[48]
- Betty Bowen, újságíró[49]
- Billy Crook, labdarúgó[50]
- Billy Jones, baseballjátékos[51]
- Brenda Raganot, testépítő[52]
- Brian Tyms, amerikaifutball-játékos[53]
- Cam Weaver, labdarúgó[54]
- Courtney Thompson, röplabdázó[55]
- Courtney Vandersloot, kosárlabdázó[56]
- Danny Lorenz, jégkorongozó[57]
- Danny Pierce, festő[58]
- Daphne Loves Derby, indie együttes[59]
- Dave Reichert, politikus[60]
- Dave Wainhouse, baseballjátékos[61]
- Demitrius Bronson, amerikaifutball-játékos[62]
- Earl Anthony, bowljátékos[63]
- Ellen MacGregor, író[64]
- Ely Allen, labdarúgó[65]
- Ernie Conwell, amerikaifutball-játékos[66]
- Gary Ridgway, sorozatgyilkos[67]
- Harvey Thomas, hangszerkészítő[68]
- Jason Ellis, kosárlabdázó[69]
- Jeff Dye, humorista[70]
- Jeff Jaeger, amerikaifutball-játékos[71]
- Jerry Ruth, gyorsulási versenyző[72]
- John Bastyr, a Bastyr Egyetem névadója[73]
- John Bronson, amerikaifutball-játékos[74]
- Joseph és Melissa Batten, a Microsoft szoftverfejlesztői[75]
- Joshua Smith, kosárlabdázó[76]
- Josie Bissett, színész[77]
- Kai Ellis, kanadaifutball-játékos[78]
- Karl Best, baseballjátékos[79]
- Kelly Bachand, céllövő[80]
- Kenny Mayne, sportelemző[81]
- Kyle Townsend, producer[82]
- Macklemore, rapper[83]
- Marcus Hahnemann, labdarúgó[84]
- Mark Prothero, ügyvéd[85]
- Mason Tobin, baseballjátékos[86]
- Matt Hague, baseballjátékos[87]
- Melissa Goad, színész és modell[88]
- Michael Dickerson, kosárlabdázó[89]
- Michelle Font, szépségkirálynő[90]
- Mike Karney, amerikaifutball-játékos[91]
- Mike Roberg, amerikaifutball-játékos[92]
- Nicole Joraanstad, curlingező[93]
- Peter Hallock, zeneszerző és zongorista[94]
- Peter Schweizer, újságíró[95]
- PZ Myers, biológus[96]
- Rebecca Corry, humorista[97]
- Red Badgro, amerikaifutball- és baseballjátékos[98]
- Reggie Jones, amerikaifutball-játékos[99]
- Rick Sortun, amerikaifutball-játékos[100]
- Robin Earl, amerikaifutball-játékos[101]
- Rodney Stuckey, kosárlabdázó[102]
- Simon Peter Randolph, hajóskapitány[103]
- Shannon Higgins-Cirovski, labdarúgó[104]
- Stefano Langone, énekes[105]
- Tess Henley, dalszerző[106]
- The Fung Brothers, humorista testvérpár[107]
- Toussaint Tyler, amerikaifutball-játékos[108]
- Usaia Sotutu, futó[109]
- Victor Aloysius Meyers, zenész és politikus[110]
- William M. Marutani, bíró[111]

## Testvérvárosok
A település testvérvárosai:
- Jangcsou, Kína
- Sunnfjord, Norvégia
- Tamba (Hjógo), Japán

## Fordítás
- Ez a szócikk részben vagy egészben  a   Kent, Washington című angol Wikipédia-szócikk ezen változatának fordításán alapul.  Az eredeti cikk szerkesztőit annak laptörténete sorolja fel. Ez a jelzés csupán a megfogalmazás eredetét és a szerzői jogokat jelzi, nem szolgál a cikkben szereplő információk forrásmegjelöléseként.